# Postleitzahl (Polen)

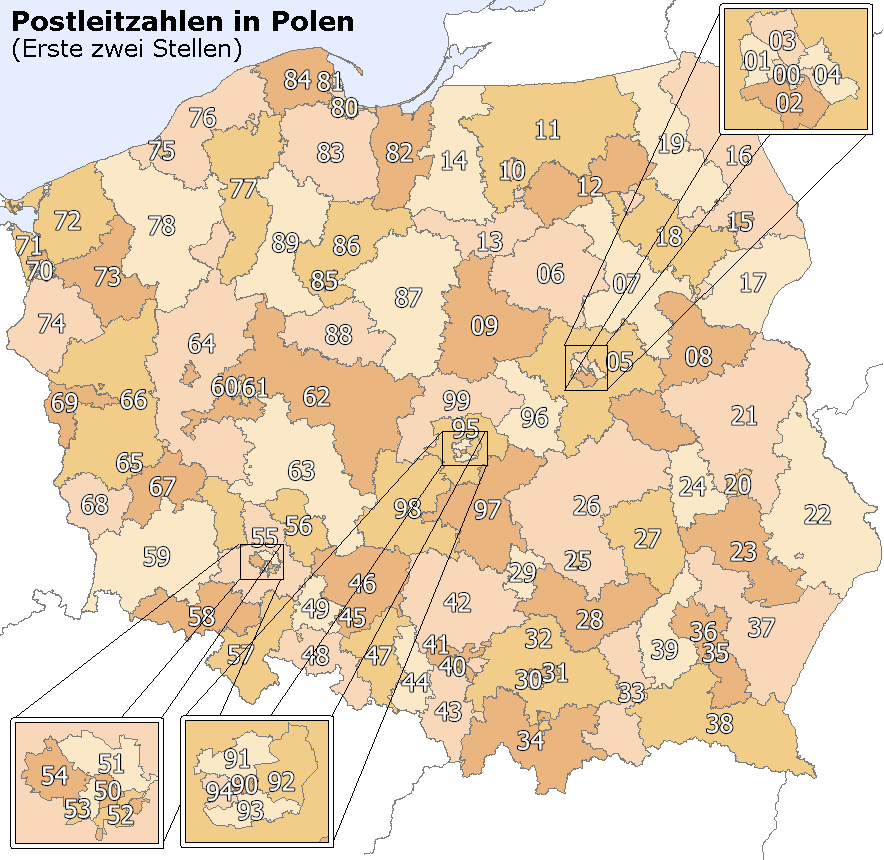
Postleitzahlen-Gebiete in Polen (nach den ersten zwei Stellen)

Postleitzahlen werden auf Polnisch umgangssprachlich „kod pocztowy“ und amtlich „Pocztowy Numer Adresowy“ (PNA) bezeichnet.

## Geschichte
Die Postleitzahlen wurden in Polen zum 1. Januar 1973 eingeführt (Verordnung des Ministers für Postwesen Nr. 89 vom 17. November 1972 über die Einführung von Postleitzahlen, Dziennik Ustaw Nr. 8, Pos. 48 m.sp.Änd.).

## Format
Die polnischen Postleitzahlen bestehen aus fünf Ziffern, die erste Ziffer bestimmt dabei die Postregion (okręg pocztowy). Polnische Postleitzahlen werden im Format dd-ddd vor dem Ortsnamen geschrieben (z. B. 01-224 Warszawa).

## System
Die Großstädte Białystok, Bielsko-Biała, Bydgoszcz, Danzig, Gdynia, Katowice, Kielce, Koszalin, Krakau, Lublin, Łódź, Olsztyn, Opole, Poznań, Radom, Rzeszów, Sopot, Szczecin, Warschau, Wrocław und Zielona Góra haben mehrere Postleitzahlen, kleinere Städte haben jeweils eine Postleitzahl, auf dem Lande hat jedes Postamt eine eigene Postleitzahl (die dann u. U. für mehrere Dörfer gleich ist).
Es gibt auch Postempfänger, die eine eigene Postleitzahl haben, so steht z. B. 00-999 für das Polnische Fernsehen.

## Postregionen
Die erste Ziffer der Postleitzahl ist die Postregion:

0 – Warschau, Masowien

1 – Białystok, Ermland, Masuren

2 – Lublin, Podlachien, Kielce, Radom, Heiligkreuz

3 – Krakau, Kleinpolen, Rzeszów, Karpatenvorland

4 – Kattowitz, Oberschlesien, Oppeln, Oppelner Schlesien

5 – Breslau, Niederschlesien

6 – Posen, Großpolen, Zielona Góra (Grünberg), Gorzów Wielkopolski (Landsberg), Lebuser Land

7 – Stettin, Westpommern

8 – Danzig, Pommern, Bydgoszcz (Bromberg), Toruń (Thorn), Kujawien

9 – Łódź (Lodz)